# Rose Law Firm
Rose Law Firm es una firma de abogados estadounidense con sede en Little Rock, Arkansas.
Su origen se remonta al 1 de noviembre de 1820, dieciséis años antes de la condición de estado de Arkansas, cuando Robert Crittenden, nacido en 1797, y Chester Ashley, nacido en 1791, firmaron un acuerdo para una "Asociación en la práctica del derecho". Como tal, es el tercer bufete de abogados más antiguo de los Estados Unidos y el más antiguo al oeste del río Misisipi. También es la empresa más antigua de cualquier tipo en Arkansas.
En 2018, el bufete eligió a su primera mujer como miembro gerente. En 2020, la firma celebró su 200 aniversario.

## Historia

### Historia temprana: 1820-1865
El bufete de abogados Rose data su formación al convenio de 1820 de Crittenden y Ashley, cuyo acuerdo de sociedad de derecho escrito a mano cuelga en la sala de juntas de Rose. Robert Crittenden se desempeñó como gobernador territorial de Arkansas y negoció la admisión de Arkansas a los Estados Unidos como el estado número 25 en 1836. Chester Ashley se desempeñó como senador de los Estados Unidos por Arkansas. Entre 1837 y 1844, cuando Ashley fue elegido para el Senado de los Estados Unidos, Ashley fue socio legal de George Watkins. La "asociación original de Ashley con el bien conectado Robert Crittenden se había disuelto por diferencias políticas". La asociación anterior de Watkins, con James Curran, que comenzó en 1844, había terminado con la muerte de Curran en 1854 (Watkins, un viudo, se casó con la viuda de Curran). Watkins fue fiscal general de Arkansas desde 1848 hasta 1851; "sin embargo, su enfoque principal continuó siendo su práctica privada". De 1853 a 1854 Watkins fue presidente del Tribunal Supremo de Arkansas y no ejerció la abogacía. La muerte de Curran lo llevó a renunciar a su cargo, para hacerse cargo de su práctica legal.

### Años Rose: 1865-1905

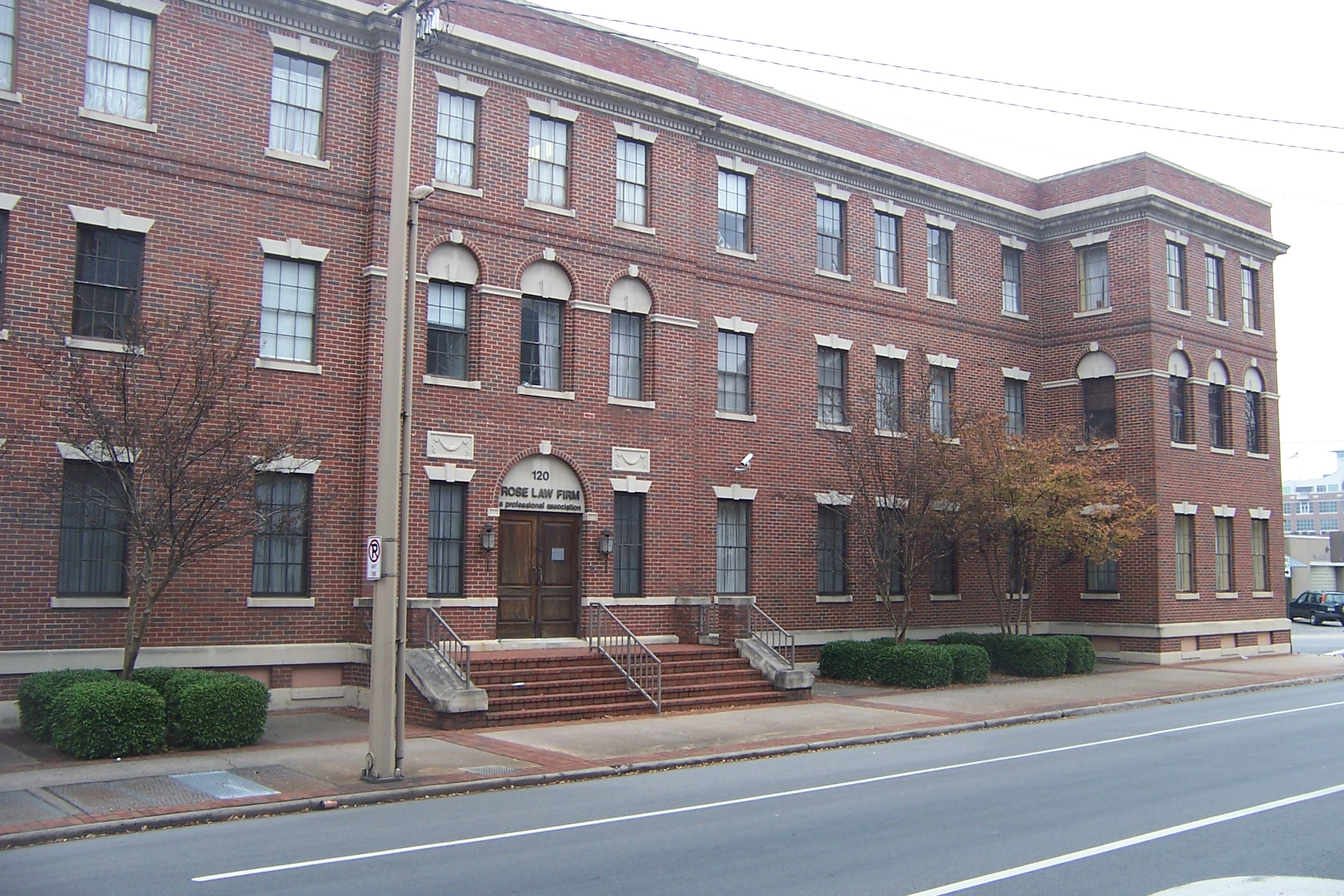
La entrada antigua del Rose Law Firm (edificio más antiguo)

Aunque la firma ha cambiado su nombre varias veces, el primer miembro de la familia Rose que se asoció con la firma ocurrió en 1865, cuando el recién llegado U. M. Rose formó una sociedad legal con George Claiborne Watkins. En 1881, el nombre de la empresa se convirtió en U. M. Rose and Geo. B. Rose, siendo George el hijo de Uriah. En 1893 W. E. Hemingway se unió a la firma, que se convirtió en Rose, Hemingway & Rose. En 1905, la empresa se fusionó con Cantrell y Loughborough.
Los miembros de Rose Law Firm históricamente han estado activos en política y asuntos cívicos. U. M. Rose cofundó la American Bar Association y fue su presidente en 1901-1902. Más tarde, Rose fue nombrado representante estadounidense en la Segunda Conferencia de Paz de La Haya y fue fundamental en la redacción de la Convención de La Haya. Seis de los miembros de la firma han servido en la Corte Suprema de Arkansas (tres como Presidente del Tribunal Supremo), y seis miembros también se han desempeñado como Presidentes de la Asociación de Abogados de Arkansas. Los miembros de Rose Law Firm se han desempeñado como Comisionados de la Comisión Uniforme de Leyes Estatales, Presidente de la Asociación Nacional de Abogados de Fianzas y Presidente de la Asociación de Abogados de Arkansas.

### Historia moderna: 1905-actualidad

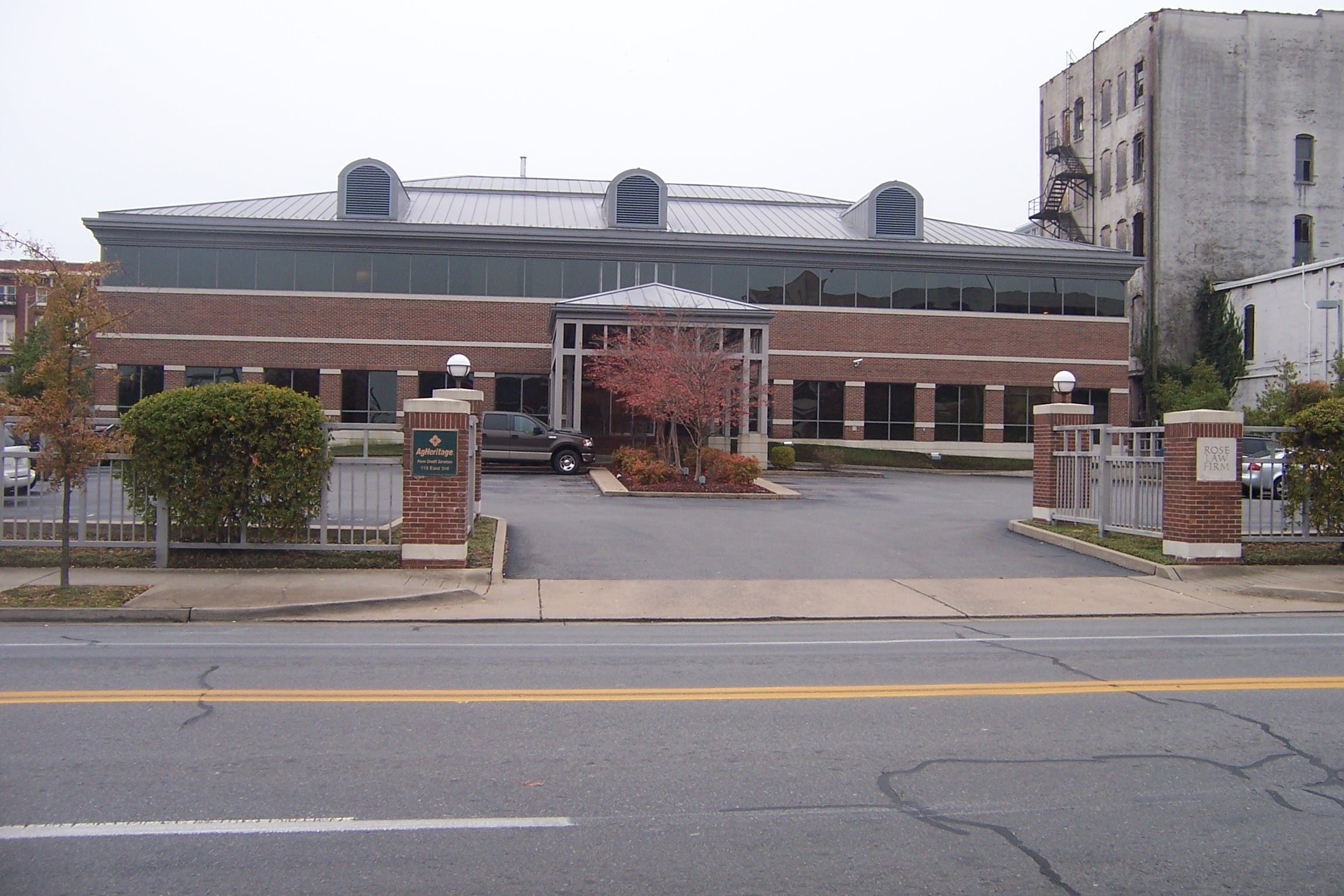
La entrada actual de la firma; comparte el edificio más nuevo con AgHeritage, una cooperativa de servicios de crédito agrícola.

A fines de la década de 1970, la empresa tenía nueve socios y un nombre largo: Rose, Nash, Williamson, Carroll, Clay y Giroir. La firma simplificó su nombre a Rose Law Firm en 1980.
En el ámbito económico, Rose ha sido denominada "el bufete de abogados definitivo del establishment"  en el estado y "el brazo legal de los poderosos". Durante la década de 1970, por ejemplo, entre sus clientes se encontraban Tyson Foods, Wal-Mart, la gran empresa de bolsa Stephens Inc. y Worthen Bank, así como el Arkansas Democrat y otros medios de comunicación de la familia Hussman. Hillary Rodham se convirtió en la primera mujer asociada de la firma, y pronto su primera socia, durante el mandato de su esposo Bill Clinton como fiscal general de Arkansas y gobernador de Arkansas. Webster Hubbell, Vince Foster y William H. Kennedy, III también fueron socios, antes de convertirse en fiscal general adjunto, consejero adjunto de la Casa Blanca y consejero asociado de la Casa Blanca en la administración Clinton, respectivamente. En total, la empresa creció cinco veces su tamaño entre principios de la década de 1970 y principios de la de 1990. Según un artículo de 1994, "Entre las empresas de Arkansas, Rose es vista como el más blanco de los zapatos blancos. Está dominado por hombres blancos, la mayoría de los cuales provienen de familias privilegiadas en el estado y se graduaron de una de las dos facultades de derecho acreditadas en el estado. Solo un puñado de mujeres, y ningún negro, se han convertido en socios".
Rose Law Firm entró en las noticias nacionales durante la década de 1990 como parte de la controversia de Whitewater, ya que los investigadores buscaban determinar cuánto trabajo había hecho Clinton para la firma mientras representaba a Jim McDougal en casos que involucraban a las empresas Madison Guaranty y Castle Grande de este último.
El edificio de Little Rock de la empresa consta de una vieja estructura de ladrillo rojo, que se convirtió de una instalación de YMCA y tiene pisos de madera y una piscina cubierta, y una estructura más nueva conectada. Una segunda oficina en Fayetteville, Arkansas se abrió en 2017 cuando los miembros del bufete de abogados Henry, que se especializaba en derecho de propiedad intelectual, fueron absorbidos por el bufete.

## Afiliaciones
Rose Law Firm es el miembro de Arkansas de dos grupos afiliados de bufetes de abogados: State Capital Law Group y Lex Mundi.